# No One Stands Alone
| Recensione | Giudizio |
| ---------- | -------- |
| AllMusic   |          |

No One Stands Alone è un Album in studio del cantante e chitarrista country statunitense Don Gibson, pubblicato nel gennaio del 1959 dalla RCA Victor Records.

## Tracce

### LP
(1959, RCA Victor Records, LPM 1918/LSP 1918)
Lato A (J2WP-6399)
1. Satisfied – 2:20 (Martha Carson) – Registrato il 17 luglio 1958
2. (Prayer Is the Key to Heaven) Faith Unlocks the Door – 2:31 (Samuel T. Scott, Robert L. Sande) – Registrato il 17 luglio 1958
3. That Lonesome Valley – 1:57 (Tradizionale) – Registrato il 17 luglio 1958
4. Evening Prayer – 2:27 (Charles H. Gabriel, C. M. Battersby) – Registrato il 17 luglio 1958
5. Known Only to Him – 2:52 (Stuart Hamblen) – Registrato il 17 luglio 1958
6. Canaan's Land – 1:50 (Tradizionale) – Registrato il 24 giugno 1958

Durata totale: 13:57
Lato B (J2WP-6400)
1. Where No One Stands Alone – 2:45 (Mosie Lister) – Registrato il 17 luglio 1958
2. My God Is Real – 2:30 (Kenneth Morris) – Registrato il 17 luglio 1958
3. Wait for the Light to Shine – 2:00 (Fred Rose) – Registrato il 24 giugno 1958
4. Taller Than Trees – 2:21 (Lee Ferebee) – Registrato il 24 giugno 1958
5. Lord, I'm Coming Home – 2:27 (William J. Kirkpatrick) – Registrato il 17 luglio 1958
6. Climbing Up the Mountain – 1:58 (Mosie Lister) – Registrato il 17 luglio 1958

Durata totale: 14:01
- Durata brani (non accreditati sull'album originale) ricavati dalla ristampa su CD pubblicato nel 1995 dalla BMG Music (74321 26055 2)

## Formazione
- Don Gibson – voce, chitarra

### Gruppo
- Chet Atkins – chitarra (A6, B3 e B4)
- Velma Smith – chitarra (in tutti i brani)
- Hank Garland – chitarra (A1, A2, A3, A4, A5, B1, B2, B5 e B6)
- Floyd Cramer – pianoforte (in tutti i brani)
- Junior Huskey – contrabbasso (A6, B3 e B4)
- Joseph Zinkan – contrabbasso (A1, A2, A3, A4, A5, B1, B2, B5 e B6)
- Buddy Harman – batteria (in tutti i brani)
- The Jordanaires (gruppo vocale) – cori (in tutti i brani)[3]

### Produzione
- Chet Atkins – produzione
- Registrazioni effettuate a Nashville, Tennessee, giugno 1958
- Bob Farris – ingegnere delle registrazioni
- Cliff C. Thomas – note retrocopertina album originale[4]